# L'abisso (film 1910)
L'abisso, anche noto come Precipizio (Afgrunden), è un cortometraggio del 1910 diretto da Urban Gad e interpretato da Asta Nielsen qui al suo primo film con Gad.
Il film, con i suoi toni di melodramma erotico, attirò l'attenzione internazionale sul cinema danese. Famosa la scena in cui Asta Nielsen e Poul Reumert ballano una danza apache parigina, cosa oltremodo osé per l'epoca e ritenuta volgare, ma che fece diventare il film un grande successo.

## Trama
Magda è una giovane insegnante di pianoforte, fidanzata con Knud, un ingegnere. Un giorno Magda viene invitata a casa della famiglia di Knud, dove può conoscere i suoi genitori, in particolare suo padre, un pastore anglicano. Una mattina Magda scopre che in città è arrivato il circo e fa pressione sul fidanzato perché vadano a vedere lo spettacolo. Questo perché ha notato tra i circensi un ragazzo di cui si è invaghita, Rudolf. Dopo lo spettacolo i tre protagonisti vengono a contatto e ne nasce un diverbio tra i due pretendenti. Una volta tornati a casa, mentre Magda si prepara per la notte, Rudolf entra di soppiatto nella sua camera da letto e la invita a scappare con lui. Dopo alcuni tentennamenti da parte della ragazza, essa scrive una lettera a Knud e scappa con Rudolf.
In seguito Knud leggerà la lettera e deciderà di cercare la ragazza.
Casualmente, dopo un periodo di tempo imprecisato, Knud si trova a Copenaghen; qui si imbatte di nuovo in Magda, la quale si è resa conto che Rudolf non è l'uomo dei suoi sogni. Delusa e pentita accetta di seguire il suo ex fidanzato. Mentre prepara le valigie ecco riapparire Rudolf, che riesce a persuaderla a rimanere ancora con lui. In seguito si assiste a una danza tra Rudolf e Magda all'interno di una scena in un teatro. Al termine della danza Magda scopre che Rudolf prova interesse per un'altra ragazza e scoppia una lite. Entrambi verranno licenziati e Magda trova lavoro come pianista in un caffè. È qui che Knud ritrova Magda e la incontra nella sua stanza d'albergo. Un cameriere avverte Rudolf, che corre in camera, cacciando via Knud. Ne nasce uno scontro tra la ragazza e l'artista, che degenererà, finendo con la morte di Rudolf per mano della sua amante, che lo accoltella. Giungono  i poliziotti che, tra le lacrime e le urla della donna, l'arrestano e la trascinano via.

## Produzione
Il film fu prodotto dalla Kosmorama.
Il film era il progetto di un serio giovanotto di trentadue anni, Urban Gad. (...) Nel 1910 Gad era un regista alle prime armi del Nuovo Teatro dove lavorava anche la ventiduenne Asta Nielsen, cui venivano assegnati solo ruoli minori a causa della sua mancanza di magnetismo personale come attrice di teatro. (...) Scritto il film e scelti come protagonisti Nielsen e Poul Reumert (già primo attore del Nuovo Teatro, aveva accettato la parte per fare un favore a Gad, suo amico d'infanzia e, senza dubbio, anche perché ne apprezzava il copione), Gad convinse poi un altro suo amico, Hjalmar Davidsen, proprietario del Kosmorama, un cinematografo del centro di Copenaghen, a mettere a disposizione le ottomila corone danesi necessarie per gli otto giorni di lavorazione. In cambio, Davidsen avrebbe avuto l'esclusiva sul prodotto finito. Sprezzante nei riguardi dei risultati conseguiti dai registi cinematografici dell'epoca, Gad volle dirigere personalmente a tutti i costi il film. Ingaggiò tuttavia un esperto operatore, Alfred Lind. Lind si sarebbe dimostrato il meno entusiasta, spaventato com'era dalla mancanza di "professionalità" da parte del regista e del suo cast. Indubbiamente, L'abisso fu ed è, rispetto alla produzione danese di quegli anni, un film anomalo.

Martin Sopocy in Schiave bianche allo specchio (pagg. 272-274)

### Le didascalie
1. Giovani cuori
2. Ritorno al dovere
3. Un invito bene accetto
4. Le grandi vacanze
5. Una domenica a casa del curato
6. Una promessa fatale
7. Dopo lo spettacolo al circo
8. Un desiderio cocente
9. A Copenaghen qualche tempo dopo
10. Alla pensione degli artisti
11. Messo sulla via per caso
12. Una ripetizione subita
13. Il gioco del destino
14. Lo scandalo
15. La disfatta
16. Riconoscimento
17. Cara signorina, un amico vorrebbe vedervi
18. La consumazione deve essere pagata
19. Colei che trova il denaro
20. Una vita sciupata

## Distribuzione
Il film uscì nelle sale danesi il 12 settembre 1910. Negli Usa, venne distribuito con il titolo The Woman Always Pays dalla Motion Picture Distributors and Sales Company il 18 aprile 1912, importato dalla Independent Moving Pictures Co. of America (IMP)
Nel 2005, in Danimarca, è stato pubblicato dal Det Danske Filminstitut e distribuito un cofanetto in DVD Asta Nielsen 1910-1919 che comprende quattro titoli di film interpretati dall'attrice danese, per un totale di 191 minuti. Tra questi, Afgrunden, in una versione di 37 minuti. Il DVD (PAL) è accompagnato dalle musiche di Ronen Thalmay.

### Date di uscita
IMDb e Silent Era DVD
- Danimarca	12 settembre 1910
- Germania	3 dicembre 1910
- USA	18 aprile 1912
- Danimarca	15 agosto 2003	 (Odense International Film Festival)
- Danimarca 2005 DVD
- Germania	9 febbraio 2007	 (Berlin International Film Festival)

Alias
- A züllés útján	 Ungheria
- Abgründe	  Germania
- Der Abgrund	Germania
- Gøglerblod	Danimarca (titolo di lavorazione)
- Przepasc	Polonia
- The Abyss	(undefined)
- The Woman Always Pays	USA
- Woman Always Pays	USA